# Ōtsuka Tadahiko
Ōtsuka Tadahiko (jap. 大塚忠彦; * 10. Juni 1940 in Tokio; † 27. November 2012)
war ein japanischer Karatemeister (Gōju ryū), 9. Dan, und Meister des Taijiquan (Yang-Stil/Pekingstil).

## Leben
Tadahiko war der Kancho (Direktor/Leiter) der Kampfkunstschule Gōjūkensha (剛柔拳舎) und Referenzmeister im Gōjū-Ryū, Naha-te und Shuri-te, direkter Schüler von Higa Yuchoko (1910–1994), der ihn zum Hanshi ernannt hatte.
Er hatte das Karate-Studium 1955 in Tokio begonnen, unter der Leitung von Ichikawa Sosui, einem Experten des okinawanischen Zweigs des Gōjū-Ryū und Schüler von Izumigawa Kanki, der bei Higa Seiko (1898–1966) und Toyama Kanken (1888–1966) gelernt hatte.
Im Jahr 1967 machte Ōhtsuka Tadahiko die Bekanntschaft von Yang-Ming-Shi (1924–2005), der in Japan unter dem Namen Yo Meiji bekannt ist. Dieser lehrte ihn die kleine Form des Taijiquan, die 24er Form, die als Peking-Form bekannt ist, welche er seither weit verbreitet hat, zusammen mit seiner Ehefrau Ōhtsuka Kazuko, in Japan, Australien und Europa (die japanische Bezeichnung für die Form aus Peking ist Taikyokuken). In der Folge hatte er gleichermaßen Ba-gua und Xing-yi bei O Ju-kin (Wang Shu Chin) aus Taiwan studiert, welcher mehrere Jahre in Japan zugebracht hatte.
Im Alter von 30 Jahren wurde er einer der jüngsten 6. Dan in Japan. 1970 gründete er unter der Anleitung seines Lehrers, Ichikawa Sosui, seine eigene Organisation namens Gōjūkensha. Der Name seiner Kampfkunstschule Gōjūkensha setzt sich aus vier Schriftzeichen 剛柔拳舎 zusammen. Dabei steht Gō (剛) für hart, jū (柔) für weich, ken (拳) für Faust und sha (舎) für Ort des Lernens.
Darüber hinaus haben ihn seine ständigen historischen Recherchen auf Okinawa (insbesondere bei Tokashiki Iken) und bis in die chinesische Provinz Fujian (wo er bei verschiedenen Gelegenheiten in Begleitung seiner Frau Experten des Taijiquan traf wie Zhu Tian Cai, Feng Zhiqiang und Chen Xiai Wang) dazu geführt sich weiter mit dem Text des Bubishi vertraut zu machen, dessen Existenz bis dahin nur ganz vertraulich und vage gewesen war. Von ihm stammt auch die erste vollständige Übersetzung des Bubishi aus dem Chinesischen ins Japanische.
Er hat sich auch für den Erhalt und die Verbreitung alter Formen (klassische Kata mit chinesischem Ursprung, auch „Koryū-Kata“ genannt) eingesetzt. Dazu gehören Formen wie z. B. Passai, Sochin, Unsu und Jitte. Die Formen haben allerdings sehr wenig mit den Formen wie sie heute in den großen japanischen Stilen wie z. B. im Shotokan ausgeführt werden gemeinsam. Die Übertragungslinie geht von Ohtsuka Tadahiko – Higa Yuchoko – Chibana Chōshin (Aragaki) – Itosu Ankō bis auf Matsumura Sōkon zurück.
Ohtsuka Tadahiko lehrte auch besonders die Kata Happoren und Rokkishu, welche er vor dem Vergessenwerden bewahrt hat, und in Europa an seinen Schüler den französischen Kampfkunstexperten Roland Habersetzer, mit dessen Centre de Recherche Budo – Institut Tengu er intensive Beziehungen pflegte, weitergegeben hat.